# The Jewel
The Jewel (рус. «Драгоценность») — первый студийный альбом британской группы Pendragon, выпущенный в 1985 году. Был переиздан в 2005 году с двумя бонус-треками.

## Список композиций
1. Higher Circles (3:29)
2. The Pleasure of Hope (3:43)
3. Leviathan (6:13)
4. Alaska (8:39)
1 — At Home with the Earth
2 — Snowfall
5. Circus (6:34)
6. Oh Divineo (6:51)
7. The Black Knight (9:57)
8. Fly High Fall Far (4:56)
9. Victims of Life (6:53)
10. Armageddon (6:15)*
11. Insomnia (4:19)*

 * Бонус-треки (только на переиздании 2005 года)

## Участники записи
- Nick Barrett — вокал, гитара
- Rik Carter — клавишные
- Peter Gee — бас-гитара, гитара
- Nigel Harris — барабаны, перкуссия